# Club des Impartiaux
Le club des Impartiaux est un club politique de partisans de la monarchie parlementaire actif de janvier à mai 1790, se réunissant d'abord aux Grands-Augustins, puis au 8, rue de la Michodière. 

## Histoire
Sous la présidence de Pierre-Victor Malouët, ses membres considèrent que la Révolution a atteint son but et qu'il faut donc adopter une attitude modérée. Ils sont alors fort attaqués par les Jacobins. 
Le motus du club était : justice, vérité, confiance. Il n'a jamais eu plus qu'une quarantaine de membres. Il disparut avec l'Assemblée constituante. Les membres de cette assemblée furent appelés Impartiaux, même s'ils ne faisaient plus partie du club.
Parallèlement, l'abbé Salles de la Salle[Qui ?] rédige le Journal des Impartiaux.

## Membres
- François Dominique de Reynaud de Montlosier
- François-Henri de Virieu (1754-1793)
- Stanislas de Boufflers[4]